# Marty Smith
Marty Smith   (El Cajon, 26 de novembre de 1956 - Algodones Dunes, 27 d'abril de 2020) fou un pilot professional de motocròs nord-americà que va competir als Campionats AMA de motocròs entre el 1974 i el 1981, la major part d'aquesta època com a membre de l'equip oficial d'Honda. Durant un parell de temporades va participar també al Campionat del món. Al llarg de la seva carrera va guanyar tres campionats AMA (dos de 125cc i un de 500cc) i tres Grans Premis del mundial de 125cc.
Amb els seus cabells llargs i aspecte de surfista del sud de Califòrnia, Smith fou molt popular a la seva època entre els aficionats al motocròs.

## Biografia
Marty Smith es va fer un nom a l'escena del motocròs en guanyar-ne el Campionat AMA de 125cc inaugural, el 1974, el qual va revalidar el 1975. Aquell any mateix va guanyar el Gran Premi dels Estats Units de 125cc i va ser subcampió AMA de supercross de 250cc. El 1976 no va guanyar cap títol als Estats Units (va ser subcampió darrere de Bob Hannah al campionat AMA de 125cc), però va guanyar dos Grans Premis del mundial de 125cc (el de Dinamarca i un altre cop el dels Estats Units) i va quedar quart al campionat en aquella cilindrada, casualment el mateix any que un compatriota seu, Jim Pomeroy, va quedar també quart al mundial de 250cc. Ambdós van obtenir així el millor resultat mai aconseguit al campionat del món de motocròs per un americà fins aleshores.
El 1977, Smith va obtenir el seu darrer títol AMA, aquest cop en 500cc, després de derrotar el seu rival Bob Hannah en l'última cursa de la temporada. El 1978, un greu accident al Supercross de Houston el va deixar amb fractura de maluc. Tot i aconseguir acabar tercer al campionat AMA de 500cc aquell any, mai no va recuperar la seva anterior velocitat. Va córrer per a Honda un any més abans de canviar a Suzuki per a les temporades de 1980 i 1981. Un cop acabada la darrera es va retirar definitivament, tot i que es va mantenir sempre involucrat en l'esport del motociclisme. El 1991, formant equip amb Larry Roeseler i Ted Hunnicutt Jr., va guanyar la Baja 1000 amb una Kawasaki.
L'any 2000, Marty Smith va ser incorporat a l'AMA Motorcycle Hall of Fame i el 2012 va rebre el premi Edison Dye a la trajectòria.

## Mort
Smith i la seva dona Nancy es van morir en un accident de circulació quan el seu buggy va trabucar a les dunes de l'àrea recreativa Imperial Sand Dunes (a l'erg anomenat Algodones Dunes, al sud de Califòrnia), el 27 d'abril del 2020. Marty tenia 63 anys.

## Palmarès
Títols per any
| Any  | Equip | Campionat     | Classe |
| ---- | ----- | ------------- | ------ |
| 1974 | Honda | AMA Motocross | 125cc  |
| 1975 | Honda | AMA Motocross | 125cc  |
|      |       |               |        |
| 1977 | Honda | AMA Motocross | 500cc  |